# Samuel G. Hathaway
Samuel Gilbert Hathaway (* 18. Juli 1780 in Freetown, Massachusetts; † 2. Mai 1867 in Solon, New York) war ein US-amerikanischer Jurist und Politiker. Zwischen 1833 und 1835 vertrat er den Bundesstaat New York im US-Repräsentantenhaus.

## Werdegang
Samuel Gilbert Hathaway wurde während des Unabhängigkeitskrieges im Bristol County geboren. Er besuchte öffentliche Schulen. Dann ging er diversen Beschäftigungsverhältnissen nach und machte eine Seereise. 1803 zog er nach Chenango County und von dort zwei Jahre später nach Cincinnatus im Cortland County. Dort ging er landwirtschaftlichen Tätigkeiten nach. Zwischen 1810 und 1848 war er als Friedensrichter tätig. Er saß 1814 und 1818 in der New York State Assembly. 1819 zog er nach Solon. Er saß 1822 im Senat von New York. Zwischen 1823 und 1858 bekleidete er den Dienstgrad eines Generalmajors in der Miliz von New York. Politisch gehörte er zu jener Zeit der Jacksonian-Fraktion an.
Bei den Kongresswahlen des Jahres 1832 für den 23. Kongress wurde Hathaway im 22. Wahlbezirk von New York in das US-Repräsentantenhaus in Washington, D.C. gewählt, wo er am 4. März 1833 die Nachfolge von Edward C. Reed antrat. Er schied nach dem 3. März 1835 aus dem Kongress aus.
Bei den Präsidentschaftswahlen des Jahres 1852 trat er als Wahlmann für die Demokratische Partei an. 1860 nahm er als Delegierter an der Democratic National Convention in Charleston an. Er verstarb ungefähr zwei Jahre nach dem Ende des Bürgerkrieges in Solon und wurde dann auf dem Familienfriedhof bei Solon beigesetzt.